# Memantina
Memantina é um fármaco utilizado primariamente no tratamento da doença de Alzheimer.
O mecanismo de ação considerado como principal nesta patologia é o seu antagonismo nos canais de cálcio dependentes de voltagem, com base na redução da permeabilidade dos iões de cálcio quando estes se apresentam em forma excessiva, algo que acontece quando o glutamato se apresenta em quantidades acima do normal, iniciando este processo.
A memantina é também um agonista parcial pós sináptico do receptor de dopamina D2, antagonista do receptor de serotonina 5-HT3 e antagonista de alguns receptores nicotínicos.
É também utilizado noutras patologias onde a demência é uma das das características, embora o seu uso não seja considerado uma primeira linha de tratamento.
Para além disso, é estudado em outras doenças como por exemplo o TDAH, enxaquecas, entre outras.